# Ättehagar
Ättehagar var områden som sockenmännen fått sig tilldelade för att där begrava sina döda. Kyrkogårdar var fram till slutet på 1700-talet och början på 1800-talet indelade i sådana ättehagar, sedan övergick man till att begrava i linje på kyrkogårdarna. Före kyrkogårdarnas tillkomst skedde begravningar i ättehagar i anslutning till gårdar och byar.

## Källa
- Daniel Harbe: Kyrka och folk i Mosjö socken. Utgiven 1970